# Nationale Einheitsfront für die Rettung Kampucheas

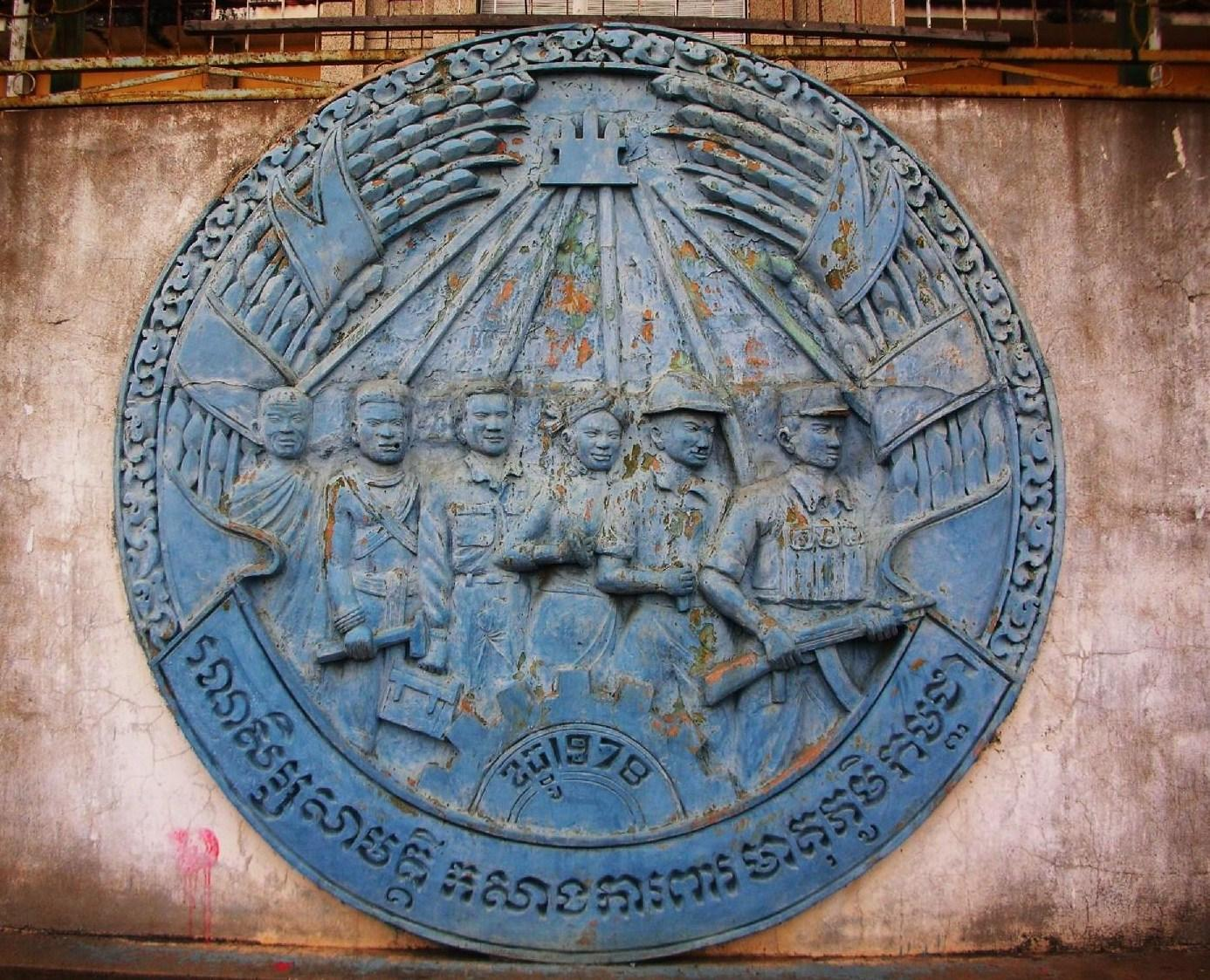
Emblem der FUNSK

Die Nationale Einheitsfront für die Rettung Kampucheas oder Nationale Einheitsfront zur nationalen Rettung Kampucheas (Khmer: សាមគ្គី សង្គ្រោះ ជាតិ កម្ពុជា; französisch Front uni national pour le salut du Kampuchéa, FUNSK, bzw. Front d’Union Nationale du Kampuchea pour le Salut National, FUNKSN; englisch Kampuchean United Front for National Salvation, KUFNS), oft einfach Rettungsfront (Salvation Front) genannt, war eine heterogene kambodschanische politisch-militärische Organisation, die den vietnamesischen Einmarsch in Kambodscha ab Dezember 1978 legitimierte, der die Niederlage des Demokratischen Kampuchea der Roten Khmer zur Folge hatte. Dies führte zur Gründung des von Vietnam unterstützten neuen Staates Volksrepublik Kampuchea und zum Wiederaufbau des zerrütteten und durch das Regime der Roten Khmer komplett verarmten Landes.

## Geschichte
Die Organisation wurde aufgrund von Erweiterungen und Anpassungen an wechselnde Umstände mehrfach umbenannt. Sie besteht heute noch, hat aber in der modernen kambodschanischen Politik viel von ihrer ursprünglichen Bedeutung verloren.

### FUNSK (1978–1981)
Die „Rettungsfront“ wurde am 2. Dezember 1978 in der von kambodschanischen Kommunisten und Überläufern der Roten Khmer von diesen befreiten Provinz Kratie in der Nähe der Grenze zu Vietnam gegründet. Anlass war ein von den Gründern so genannter „Reunion Congress“ von 70 kambodschanischen Regimekritikern, die entschlossen waren, die Regierung Pol Pot zu stürzen. Sie verurteilten den wachsenden Personenkult um Pol Pot und dessen zunehmend antivietnamesische Politik. Viele fühlten sich zudem persönlich von den blutigen Säuberungen in Ost-Kambodscha 1977 bedroht, besonders nach So Phims Suizid in auswegloser Situation nach einem Angriff durch Truppen Pol Pots. Das 2015 errichtete Denkmal des 2. Dezember in Snuol (Provinz Kratie) erinnert an die Gründung der Front.

Die KUFNS wählte eine rote Flagge mit der Silhouette von Angkor Wat mit fünf gelben Türmen und erklärte sie zur Flagge der Volksrepublik Kampuchea.

Heng Samrin wurde zum Führer gewählt. Innerhalb weniger Wochen gewann sie erheblichen Einfluss auf beiden Seiten der Grenze.
Politisch war die „Rettungsfront“ eine Organisation der pro-vietnamesischen, marxistisch-leninistischen Revolutionären Volkspartei Kampucheas (Parti révolutionnaire du peuple du Kampuchea, PRPK), die sich der Kommunistischen Partei Kampucheas – auch Angka genannt – der Roten Khmer widersetzte. Ihr Ziel war es, sich als kambodschanische Front zu etablieren, um Pol Pots Terrorregime zu stürzen. Sie formulierte elf Punkte für den Wiederaufbau des Landes, die nach der Gründung der Volksrepublik Kampuchea die Kambodschaner motivieren sollten, die Wiederaufbaubemühungen und die prosowjetische Struktur des neuen Staates zu unterstützen, um die Revolution mit einem im Gegensatz zu den Roten Khmer gemäßigten, pragmatischen und humanen Ansatz dauerhaft zu verankern. Obwohl die Front weitgehend von Kommunisten der PRPK kontrolliert wurde, gab es in ihrer Führung eine Reihe von Nichtkommunisten, wie zum Beispiel kambodschanische Buddhisten und auch nichtkommunistische Frauen.
Das Zentralkomitee der „Rettungsfront“ bestand aus 15 Mitgliedern, Heng Samrin war Vorsitzender, Chea Sim Vizepräsident, Ros Samay Generalsekretär. Der Revolutionäre Volksrat, das oberste Organ der neugegründeten Volksrepublik, wählte am 8. Januar 1979 ebenfalls Heng Samrin zum Vorsitzenden und Pen Sovann zu seinem Stellvertreter. Weiter gehörten ihm Hun Sen (auswärtige Angelegenheiten), Keo Chenda (Kultur und Information), Mot Sakun (Wirtschaft), Chea Sim (innere Angelegenheiten), Pen Sovan (Verteidigung), Nu Beng (Gesundheit und Soziales) und Chan Ven (Bildung) an.

### Einheitsfront für den Aufbau und die Verteidigung des Vaterlandes (1981–2006)

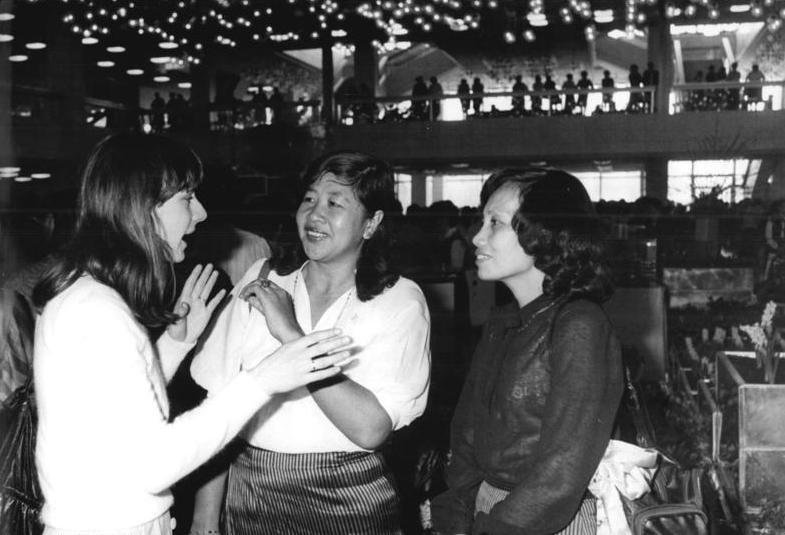
Die Vertreterinnen der Vereinigung der Revolutionären Frauen Kampucheas Nuth Kim Lay und Res Sivanna in der DDR auf dem Kongress des Demokratischen Frauenbunds Deutschlands (1987)

1981, zwei Jahre nach der Befreiung der Hauptstadt Phnom Penh, wurde die „Rettungsfront“ in „Einheitsfront für den Aufbau und die Verteidigung des kampucheanischen Vaterlandes“ umbenannt (französisch Front d'Union pour l'Edification et la Défense de la Patrie Kampuchéenne; englisch Kampuchean United Front for National Construction and Defence, KUFNCD). Noch Jahre nach der Gründung der Volksrepublik Kampuchea blieb die Front die wichtigste politische Organisation des pro-vietnamesischen Staates. Die Rolle der Front im politischen Leben der Nation wurde offiziell in der Verfassung der VRK festgelegt, die in Artikel 3 feststellte: „Die Einheitsfront für den Aufbau und die Verteidigung des kampucheanischen Vaterlandes und die revolutionären Massenorganisationen bilden eine solide Basis zur Unterstützung des Staates und ermutigen das Volk, seine revolutionären Aufgaben zu erfüllen.“ Vorsitzender wurde Chea Sim, Heng Samrin Ehrenvorsitzender.

### Solidaritätsfront für die Entwicklung des kambodschanischen Vaterlandes (2006 bis heute)

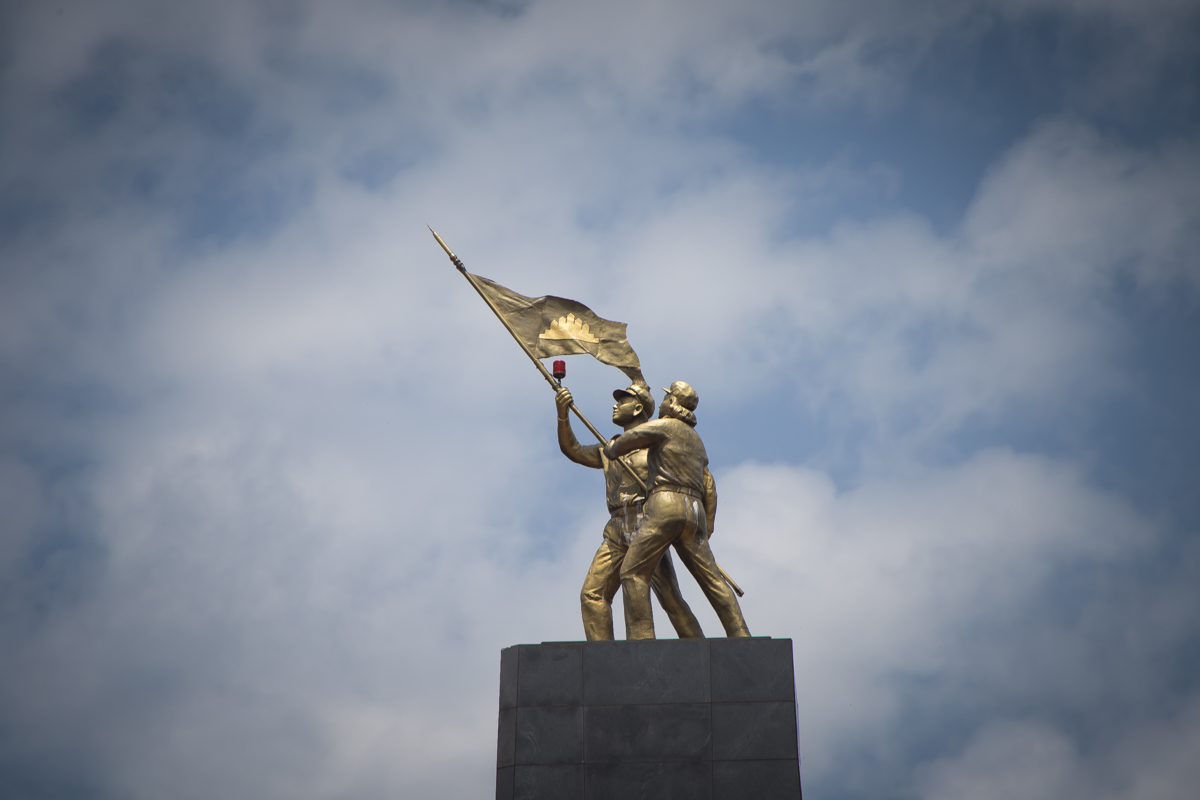
Das Denkmal des 2. Dezember wurde 2015 in Snuol (Provinz Kratie) nahe der kambodschanisch-vietnamesischen Grenze eingeweiht.

Auf dem 5. Kongress der Front vom 29. April 2006 in Phnom Penh wurde sie in „Solidaritätsfront für die Entwicklung des kambodschanischen Vaterlandes“ umbenannt (englisch Solidarity Front for Development of the Cambodian Motherland, SFDCM; französisch Front de solidarité pour le développement de la patrie du Cambodge, FSDPC).
Heute organisiert die Solidaritätsfront als letzter Abkömmling der „Rettungsfront“ nationale und internationale Veranstaltungen in Sportstätten und an Messen im Auftrag der kambodschanischen Regierung. Vorsitzender ist nun wieder Heng Samrin, Ehrenvorsitzender war bis zu seinem Tod 2015 Chea Sim.

## Ursprüngliche Aufgaben
Die ursprünglichen Aufgaben der „Rettungsfront“ bestanden vor allem darin, die Parteipolitik auf die Massen zu übertragen, als Anlaufstelle für Beschwerden zu dienen und die Menschen für die Bemühungen des Regimes zur Konsolidierung der sogenannten „Arbeiter-Bauern-Allianz“ zu mobilisieren. Die Kader der Front mussten in engem Kontakt mit den Menschen bleiben, den Behörden deren Bedürfnisse und Probleme melden und Massenkampagnen durchführen, um die Unterstützung für das Regime zu stärken oder um Anreize zu schaffen, die Bevölkerung zu größeren Anstrengungen bei der Verfolgung der Parteiziele zu motivieren.
Die Kader waren auch dafür verantwortlich, Netzwerke von Aktivisten der Front in Gemeinden zu organisieren und ihre Aktionen mit Kadern verschiedener Massenorganisationen zu koordinieren. Dies bedeutete oft lange Indoktrinationssitzungen und bewog Dorfbewohner, Transparente und Plakate mit der Propaganda der Salvation Front herzustellen. Anderseits verärgerte es Leute, die der Ansicht waren, die Bemühungen sollten auf produktive Arbeit ausgerichtet sein.
Die „Rettungsfront“ war auch für die Durchführung von „Freundschaftsaktivitäten“ verantwortlich, die darauf abzielten, das Klima für eine enge Zusammenarbeit mit „dem vietnamesischen Volk und der vietnamesischen Armee und deren Experten“ zu verbessern. Eine weitere wichtige Funktion der Front bestand darin, buddhistische Mönche umzuerziehen, damit sie „die engstirnige Gewohnheit, sich in Gruppen und Faktionen zu spalten“, ablegen und aktiver an den revolutionären Bestrebungen der Front teilnehmen würden.

## Organisationen
Die wichtigsten Massenorganisationen unter dem Dach der „Rettungsfront“ waren:
- Kampuchean Federation of Trade Unions (KFTU). Sie hatte im Dezember 1983 62.000 Mitglieder und wurde offiziell als „Ausbildungsstätte der Arbeiterklasse für wirtschaftliche und administrative Betriebsführung“ bezeichnet.
- Kampuchean People’s Revolutionary Youth Union (KPRYU), ein wichtiges Reservoir an Kandidaten für die KPRP und eine „Schule des Marxismus“ für junge Menschen zwischen 15 und 26 Jahren. Im März 1987, als die Jugendunion ihren zweiten Nationalkongress abhielt, hatte sie mehr als 50.000 Mitglieder in Dörfern, Fabriken, Unternehmen, Krankenhäusern, Schulen, öffentlichen Ämtern und den Streitkräften.
- Kampuchean Revolutionary Youth Association (KRYA), eine Organisation für Kinder (9 bis 16 Jahre) mit 800.000 Mitgliedern
- Kampuchean Young Pioneers Organization (KYPO), eine Organisation für Kinder im Vorschulalter unter der allgemeinen Führung der KPRYU und der KRYA, beide Teil der KYPO, mit 450.000 Mitgliedern
- Kampuchean Revolutionary Women’s Association (KRWA) mit (im Oktober 1983) 923.000 Mitgliedern

## Gedenkdaten
Alle Organisationen unter dem Dach der Salvation Front veranstalteten Kundgebungen an nationalen Gedenkveranstaltungen wie den folgenden, um das Bewusstsein der Öffentlichkeit zu wecken:
- 18. Februar: Kampuchea-Vietnam-Solidaritätstag
- 20. Mai: Nationaler Tag der Erinnerung an die Opfer der Roten Khmer[12]
- 19. Juni: Tag der Solidarität zwischen dem Volk und der Armee